# Демидова, Виктория Руслановна
Виктория Руслановна Демидова (р. 9 ноября 2005, Москва) — российская волейболистка, нападающая.

## Биография
Виктория Демидова начала заниматься волейболом в московской СШОР № 61 «Фортуна» у тренера Е. А. Ермолаевой. В профессиональном волейболе дебютировала в 14-летнем возрасте в январе 2020 года выступлением за команду «Луч» (Москва) в высшей лиге «А» чемпионата России.
С июня 2020 — игрок команды «Липецк», в которой дебютировала в суперлиге российского национального чемпионата. В 2021 заключила контракт с подмосковной командой «Заречье-Одинцово». В 2023 году уехала за границу, где выступала за турецкий «Бешикташ» и немецкий «Дрезднер». В составе «Дрезднера» выиграла Кубок Германии и стала серебряным призёром чемпионата Германии.
В 2019 году Виктория Демидова выступала за младшую юниорскую сборную России (возраст игроков — до 16 лет) и выиграла с ней чемпионат Восточно-европейской волейбольной зональной ассоциации (EEVZA). Год спустя волейболистка в составе юниорской команды России (до 17 лет) стала чемпионкой Европы. В 2021 выиграла «золото» чемпионата мира в составе юниорской сборной России.

### Клубная карьера
- 2020 —  «Луч» (Москва);
- 2020—2021 —  «Липецк» (Липецк);
- 2021—2023 —  «Заречье-Одинцово» (Московская область);
- 2023—2024 —  «Бешикташ» (Стамбул);
- с 2024 —  «Дрезднер» (Дрезден).

## Достижения

### Со сборными России
- чемпионка мира среди девушек 2021.
- чемпионка Европы среди девушек 2020.
- чемпионка Восточно-европейской волейбольной зональной ассоциации среди младших девушек 2019.

### Клубные
- серебряный призёр чемпионата Германии 2025.
- победитель розыгрыша Кубка Германии 2025.